# Veggietales
VeggieTales (Os Vegetais no Brasil e Histórias de Vegetais em Portugal) é uma série americana de animação por computador, com temática evangélica. Foi criada em 1993 por Phil Vischer e Mike Nawrocki, e produzida pela Big Idea Productions. São histórias narradas por dois vegetais animados, Bob, o Tomate, e Larry, o Pepino, que passam lições de vida através do humor.
Foram produzidos dois filmes baseados na série, o primeiro em 2002, chamado "Jonah: A VeggieTales Movie", dirigido e escrito por Mike Nawrocki e Phil Vischer, baseado na série, que narra a história de Jonas, "interpretado" pelo vegetal Archibald Aspargaus (voz de Phil Vischer na versão original). O segundo foi "The Pirates Who Don't Do Anything: A VeggieTales Movie", em 2008, dirigido por Mike Nawrocki e escrito por Phil Vischer.
No Brasil, a série já foi exibida pelo SBT no horario das 18h00 entre 23 de abril e 25 de abril de 2007 substituindo a novela latina Destilando Amor e sendo substituida por A Escolinha do Golias, sendo cancelada por baixos indices de audiencia, chegando a marcar 1 ponto, e em 2 de julho de 2007 retornou dentro da programação do Carrossel Animado e Sábado Animado, conseguindo melhores índices de audiência desde então. Atualmente, é exibida pela Rede Boas Novas. Em Portugal, foi transmitido pela 2:.
Em 2014 foi firmada uma parceria com a Netflix para uma produção de uma nova série intitilada VeggieTales in the House, coproduzida pela DreamWorks Animation. Esse foi seguido por VeggieTales in the City em 2017.

## Criadores da série
A série "VeggieTales" foi criada pelos animadores por computador, Phil Vischer e Mike Nawrocki, através de sua empresa Big Idea Productions. A ideia de VeggieTales veio no início dos anos 1990, quando Phil Vischer foi testar um software de animação por computador, com a intenção de fazer vídeos para crianças. Devido as limitações do software, ele optou por não usar personagens que tivessem braços, pernas e cabelo. Seu primeiro personagem animado neste programa de computador, foi uma barra de chocolate antropomórfica. No começo, ele achou que era uma boa ideia, até que sua esposa disse: "Os pais vão ficar loucos se você fizer seus filhos se apaixonarem por barras de chocolate." Levando em conta esse conselho, Vischer optou por usar legumes e vegetais. O primeiro episódio lançado foi "Where's God When I'm S-Scared?" que contava com Larry (pepino), e Bob (tomate), como personagens principais.

## Personagens

### Principais

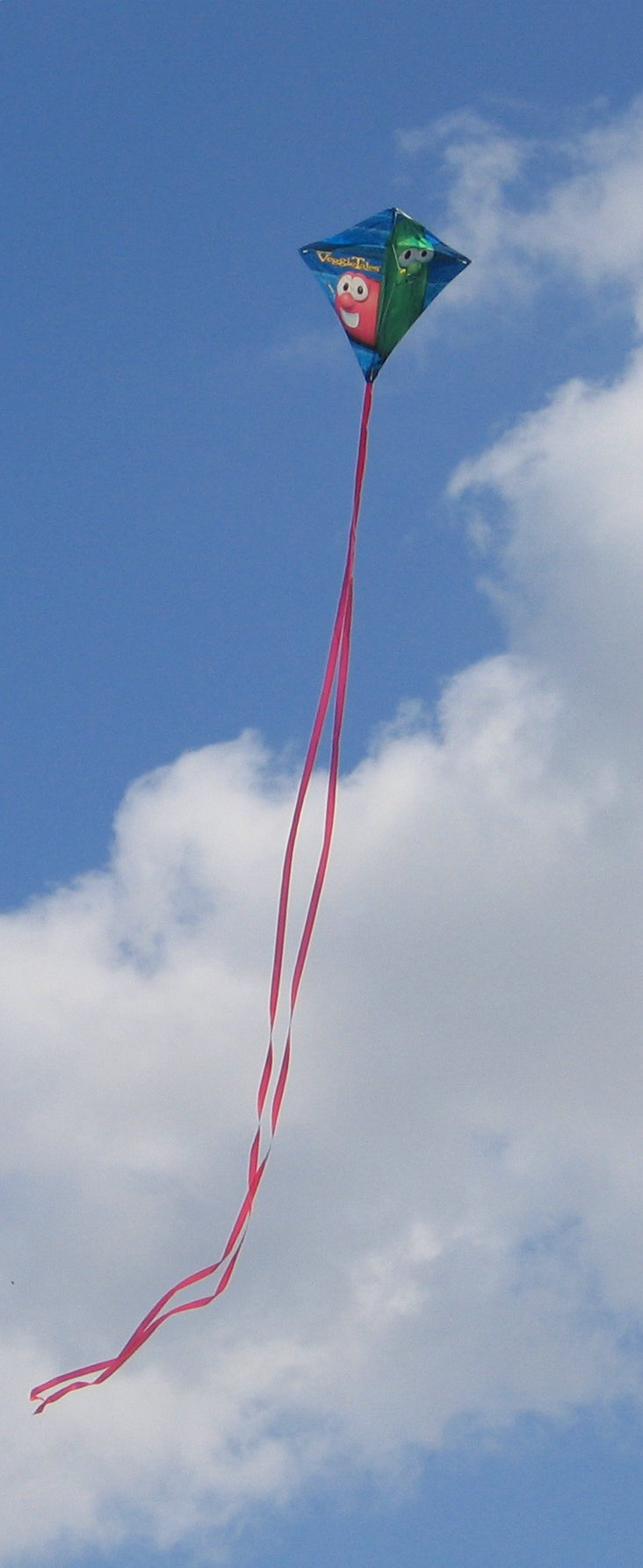
Uma pipa com um foto do dois dos personagens principais, Bob e Larry.

- Bob, o Tomate ("Bob, the Tomato") - É normalmente o personagem vermelho mais reto e sério, porque dá a introdução em muitas das histórias, e sempre dá uma lição da Bíblia no encerramento da maioria dos episódios. É o melhor amigo de Larry, o Pepino em quase todas as suas aventuras. Sua personalidade é de uma "pessoa" intelectual e até meio sem graça. Mas as vezes acaba se mostrando um personagem divertido, que sempre só quer tentar ajudar.

Na série VegeContos, ele aparece como um meio inteligente e passa a morar junto com Larry
- Larry, o Pepino/Luís, o Pepino ("Larry, the Cucumber") - Ele forma uma parceria verde com seu melhor amigo, Bob, o Tomate, como o ajudante maluco durante os episódios. Ele é também o responsável por fazer vários papéis nas peças encenadas em praticamente todos os episódios. Também é o personagem considerado o mais atrapalhado e engraçado. Ele tem um quadro durante o programa chamado "" ("Canções Divertidas com Larry/Canções Tontas com o Luís"), onde ele aparece cantando uma canção diferente em cada episódio.

Na série VegeContos, ele aparece como um meio bobo e deixa de fazer as canções divertidas do Larry e continua sendo LarryBoy
- Júnior Aspargo/Espargo Júnior ("Junior Asparagus") - Um pequeno aspargo verde de cinco anos de idade, ele é um dos mais ativos co-estrelas da série. Junior é uma típica criança brincalhona, mas também sábio, tendo o papel de liderança em vários episódios.

Na série VegeContos, ele tem 8 anos e passa a ter pais diferentes, dando a ele um visual mais parecido com um aspargo,tem até avó 
- Arquibaldo Aspargo/Gustavo, o Espargo ("Archibald Asparagus ") - Um aspargo verde intelectual, que usa gravata borboleta e um monóculo, e está sempre preocupado com a qualidade da série, e das "Canções Divertidas" de Larry, o Pepino. Archibaldo apareceu pela primeira vez em "O Que Fazer Quando Estou Com Medo?", interrompendo a canção do "Búfalo da Índia" cantada por Larry, e foi o rei na história de "Daniel na Cova dos Leões". Alguns dos vegetais chamam-no de Archie.

Na série VegeContos, ele aparece como um prefeito e passa a usar um terno e também tem um coelho chamado Riker (Rico na dublagem brasileira)
- Sr. Nozor ("Mr. Nezzer") - Ele é uma abobrinha verde que fez sua estreia na história d'Os Três Amigos (baseada em Sadraque, Mesaque e Abede-Nego), no qual ele é dono da fábrica de coelhinhos de chocolate, tendo o Sr. Dentinho como seu desagradável capataz. Seu nome vem do papel que fez neste episódio, o rei Nabucodonosor.

Não aparece na série VegeContos, pelo fato de ser substituído pelo Ichabeezer, uma outra abobrinha rica e rabugenta, que possui um cão azeitona chamado Rooney
- Sr. Dentinho ("Mr. Lunt") - Ele é uma cabaça amarela espanhola, que tem um dente de ouro na boca. Na dublagem americana ele fala com um sotaque espanhol-mexicano, e é dito que ele cresceu em Nova Jersey (enquanto na dublagem brasileira é dito que ele foi criado em Sorocaba). Muitas vezes ele aparece como assistente do Sr. Nosor.

Na série VegeContos, ele aparece com uma pequena barba, seu dente de ouro desaparece e passa ser um senhor normal para cobrir a ausência do Sr. Nozor, ele até tem uma loja
- Petúnia Ruibarbo ("Petunia Rhubarb") - Uma ruibarbo verde ruiva que foi introduzida na série como um interesse amoroso para Larry, o Pepino. Ela fez sua estreia em "Duque e a Grande Guerra de Tortas".

Na série VegeContos, ela passa ter uma loja de flores e demonstra menos interesse amoroso pelo Larry
- Laura Cenoura ("Laura Carrot") - É a melhor amiga de Júnior Aspargo. O irmão laranja mais velho de Laura se chama Lenny, e o mais novo, Baby Lou.

Na série VegeContos, ela aparece como filha única junto com sua mãe, e passa ter um visual mais parecido com uma cenoura e as vezes,ela trabalha como babá de bichos 
- Jimmy/Júlio e Jerry Abóbora ("Jimmy and Jerry Gourd") - Jimmy e Jerry são uma dupla cómica secundária, e são irmãos. Jimmy é a abóbora laranja, e Jerry a abóbora amarela. Eles se assemelham a Tweedledee e Tweedledum.

Na série VegeContos, eles passam a morar em frente a Bob e Larry e passam a ser mais altos, com um peixe chamado Bolinha Feliz Radiante e um coelhinho chamado Dennis
- Micro ("Qwerty") - É o computador da bancada que Bob e Larry usam para ler versículos da Bíblia, no final de cada episódio. Apesar de ser um computador, Micro não é sempre perfeito, no primeiro episódio: "O Que Fazer Quando Estou Com Medo?", acidentalmente, ele postou uma receita de bolo de carne em vez de um versículo.

Micro não aparece na série VegeContos

### Secundários
- Pai e Mãe Aspargos ("Dad and Mom Asparagus") - Os pais verdes de Júnior Aspargo, apareceram pela primeira vez no episódio "O Que Fazer Quando Estou Com Medo?".

Eles passam a ter um novo visual na série VegeContos
- As Cebolinhas ("The Scallions") - Cebolinhas verdes que aparecem no primeiro episódio, e continuaram até os episódios atuais. Algumas delas não tem nome próprio, de acordo com uma delas que em um certo episódios (Lyle the Kindly Viking) disse: "Estou aqui desde o primeiro programa e ainda não me deram um nome!".
- Scooter Cenoura ("Scooter Carrot") - Uma cenoura laranja grisalha, com um grande bigode branco.
- Gordon ("Gordon") - Aparece na uma única vez em "O Valentão", no papel do valentão.
- Ana ("Annie") - Um cebola verde que parece em vários episódios como amiga de Júnior Aspargo. Teve sua 1° aparição em "The Toy That Saved Christmas" em que dela avô era dizer ela algumas histórias antes de ir para a cama. Ela sugeriu que ela queria ouvir outra história, que George decidiu contar o que aconteceu em Dinkletown.
- Vinhas da Ira / Uvas da Ira("Grapes of Wrath") - Pa,Ma,Tom,Rose.Têm esse nome por causa de seu papel na história de base;As Vinhas da Ira de John Steinbeck.Aparecem pela primeira vez em Perdoar Por Quê?                                              Na série VegeContos apenas Pa aparece tendo sua própria loja.

## Lista de episódios
- Where's God When I'm S-Scared? (O Que Fazer Quando Estou com Medo? em Brasil e Contos Estaladiços em Portugal)
- God Wants Me to Forgive Them!?! (Perdoar... Por quê? em Brasil e As Uvas da Ira em Portugal)
- Are You My Neighbor? (Você é Meu Vizinho? em Brasil e Os Meus Vizinhos? em Portugal)
- Rack, Shack & Benny (Os Três Amigos em Brasil e Rack, Shack e Benny em Portugal)
- Dave and the Giant Pickle (Davi e o Gigante em Brasil e David e o Pickle Gigante em Portugal)
- The Toy That Saved Christmas (O Brinquedo Que Salvou o Natal em Brasil)
- Very Silly Songs!
- Larry-Boy! and the Fib from Outer Space! (Super-Larry e uma mentira do outro mundo/LarryBoy e a Grande Mentira em Brasil e Pepinho e o Petas Espacial em Portugal)
- Josh and the Big Wall!
- Madame Blueberry (Madame Blueberry em Brasil e Madame Baga em Portugal)
- The End of Silliness? (As Últimas Canções Divertidas? em Brasil e Será o Fim da Tontaria? em Portugal)
- Larry-Boy and the Rumor Weed (LarryBoy contra a Erva Daninha em Brasil e Pepinho e a Erva Boato em Portugal)
- King George and the Ducky (Rei George e o Patinho em Brasil e O Rei Jorge e o Patinho em Portugal)
- Esther... The Girl Who Became Queen (Ester... A Menina Que Se Tornou Rainha em Brasil e Ester... A Rapariga que se Tornou Rainha e Portugal)
- Lyle the Kindly Viking (Lilo, o Viking Bondoso em Brasil e Lyle e o Vicking Amável em Portugal)
- The Ultimate Silly Song Countdown (Canções Divertidas: Contagem Regressiva em Brasil e A Contagem Final das Canções Tontas em Portugal)
- Jonah Sing-Along Songs and More!
- The Star of Christmas (A Estrela de Natal em Brasil)
- The Wonderful World of Auto-Tainment! (O Maravilhoso Mundo do Auto-Tenimento! em Portugal)
- The Ballad of Little Joe (A Balada do Pequeno Joe em Brasil e Portugal)
- An Easter Carol (Um Conto de Páscoa em Brasil)
- A Snoodle's Tale (A História de um Snoodle em Brasil)
- Sumo of the Opera (Sumô da Ôpera em Brasil)
- Duke and the Great Pie War (Duque e a Grande Guerra de Torta em Brasil e A Grande Guerra das Tartes em Portugal)
- Minnesota Cuke and the Search for Samson's Hairbrush (Minnesota Cuke e a Escova Perdida de Sansão em Brasil e A Busca da Escova de Cabelo do Sansão em Portugal)
- Lord of the Beans
- Sheerluck Holmes and the Golden Ruler (Sheerluck Holmes e o Resgate da Régua Dourada em Brasil)
- LarryBoy and the Bad Apple
- Gideon: Tuba Warrior (Gideão e a Sua Tuba em Brasil)
- Moe and the Big Exit
- The Wonderful Wizard of Ha's
- Tomato Sawyer and Huckleberry Larry's Big River Rescue
- Abe and the Amazing Promise
- Minnesota Cuke and the Search for Noah's Umbrella
- Saint Nicholas: A Story of Joyful Giving
- Pistachio - The Little Boy That Woodn't
- Sweetpea Beauty: A Girl After God's Own Heart
- It's a Meaningful Life
- Twas the Night Before Easter
- Princess and the Popstar
- The Little Drummer Boy
- Robin Good and His Not-So-Merry Men
- The Penniless Princess
- The League of Incredible Vegetables
- The Little House That Stood
- MacLarry and the Stinky Cheese Battle
- Merry Larry and the True Light of Christmas
- Veggies in Space: The Fennel Frontier
- Celery Night Fever
- Beauty and the Beet
- Noah's Ark

## Os Amigos Vegetais
Os Amigos Vegetais foi um programa de televisão infantil brasileiro que foi um spin-off da série. O programa estreou em 5 de março de 2005 e foi exibido pela RecordTV e produzido pela Big Idea Brasil em parceira com a emissora.   Era exibido semanalmente, aos sábados na emissora.
O programa misturou as histórias animadas dos Vegetais com novos segmentos em live-action.